# Monika Świtaj
Monika Świtaj też jako: Monika Świtaj-Milczarek (ur. 29 kwietnia 1960 w Warszawie) – polska aktorka.

## Życiorys
Ukończyła studium z zakresu tańca jazzowego i śpiewu w Max Reinhardt Seminar w Wiedniu. W 1984 ukończyła studia w warszawskiej PWST.
14 listopada 1982 zadebiutowała na scenie teatralnej w roli Celli Peachum w Operze za trzy grosze (Teatr Nowy). Od 1983 występowała na deskach teatrów warszawskich: Teatru Dramatycznego (1983-1985, 1993-1994), Teatru na Woli i Teatru Studio.
W filmie zadebiutowała w roku 1984 epizodyczną rolą w serialu dla dzieci Przybłęda (reż. Włodzimierz Haupe). Zagrała w 32 filmach fabularnych.

## Role filmowe
- 1984: Przybłęda
- 1985: Rajska jabłoń – jako pracownica apteki
- 1986: Na kłopoty... Bednarski – jako Katherine Walentschik (odc. 6)
- 1987: Cesarskie cięcie – jako lekarka – położna
- 1987: O rany, nic się nie stało!!! – jako Aśka
- 1987: Rajski ptak – jako barmanka Mariola
- 1990: Napoleon – jako Luiza (odc. 2 i 3)
- 1992: Wielka wsypa – jako barmanka
- 1993: Kuchnia polska – jako Marysia Kowalczyk (odc. 5)
- 1995: Ekstradycja – jako Ewa, sekretarka w fundacji (odc. 4 i 5)
- 1995: Dwa światy – jako Healer (odc. 4 i 8)
- 1996: Dzieci i ryby – jako przyjaciółka Anny
- 1996: Dom (odc. 15)
- 1996: Wezwanie – jako więźniarka
- 1997: W krainie Władcy Smoków – jako Matka (odc. 16-18 i 26)
- 1997: Pokój 107 – jako kobieta w przychodni położniczej
- 1997: Sława i chwała – jako zakonnica (odc. 7)
- 1997–2012: Klan – jako właścicielka mieszkania remontowanego przez Rysia
- 1998: Biały kruk – jako Wanda
- 1998–2000: Mordziaki – jako mama Sosnowska (odc. 8); mama Piotrowska (odc. 9)
- 1999: Trzy szalone zera – jako matka Oskara
- 2000: M jak miłość – jako pracownica banku (odc. 7 i 8)
- 2000: Lokatorzy – jako Monika Pewniak (odc. 7)
- 2000–2001: Adam i Ewa – jako pielęgniarka
- 2003: Pogoda na jutro – jako urzędniczka
- 2003: Kasia i Tomek – jako kobieta-taksówkarz (seria II, odc. 26)
- 2003–2014: Na Wspólnej – jako pielęgniarka
- 2004: Na dobre i na złe – jako Alina Leszuk (odc. 183)
- 2006–2010: Plebania – jako prokurator Daria (odc. 772, 778, 779 i 801); Bogusia, żona Mańka (odc. 1604, 1605 i 1608)
- 2006: Pensjonat pod Różą – jako matka przełożona (odc. 106 i 107)
- 2011: Ojciec Mateusz – jako Jadwiga Wejchert (odc. 92)
- 2013: 2XL – jako kobieta w parku (odc. 13)
- 2014: Komisarz Alex – jako Ewa Majerska (odc. 65)
- 2015: Skazane – jako Teresa
- 2019: Motyw – jako sędzia

## Dubbing
- 1999: The Longest Journey: Najdłuższa podróż – jako
  - Reporterka Lucinda Cartyle
  - Przedstawicielka kolonii
  - Dziewczyna
- 2000: Sacrifice
- 2001: The Settlers IV